# Frank Stokes
Frank Stokes (* 1. Januar 1888 in Whitehaven, Tennessee; † 12. September 1955 in Memphis, Tennessee) war ein US-amerikanischer Blues-Gitarrist.

## Leben
Geboren in Tennessee, wuchs Stokes nach dem Tode seiner Eltern in Tutwiler in Mississippi auf. Hier lernte er das Gitarrespielen. Später lebte er als Hufschmied in Hernando, ebenfalls in Mississippi. An den Wochenenden ging er nach Memphis, um dort Musik zu machen.
Zur Zeit des Ersten Weltkriegs zog Stokes gemeinsam mit Garfield Akers mit einer sogenannten Medicine Show umher – also mit einer „Verkaufsmesse“ für medizinische Artikel, bei der Musiker, Sänger und Tänzer das Publikum anlocken sollten. Danach blieb er in Oakville, Tennessee, wo er wieder seine Tätigkeit als Hufschmied aufnahm.
1927 formierte er gemeinsam mit Dan Sane das Duo Beale Street Sheiks, mit dem er in Memphis auftrat und erste Aufnahmen machte. 1928 nahm er für Victor Records in vier Sitzungen als Solist auf. 1929 endete mit den letzten Einspielungen als Beale Street Sheiks seine kurze Aufnahmekarriere, doch trat er weiterhin erfolgreich auf.
In den 1940ern zog Stokes nach Clarksdale in Mississippi und spielte gelegentlich mit Bukka White.
Frank Stokes starb 1955 in Memphis.